# 横手市立黒川小学校
横手市立黒川小学校（よこてしりつ くろかわしょうがっこう）は、秋田県横手市黒川にかつて存在した公立小学校。

## 沿革

### 略歴
黒川小学校の起源となるのは、明治期に発された学制によって1874年5月30日に創立、同年8月20日に認可された「旭川学校」であり、当時の黒川村と百万刈村が連合して黒川村悪戸に設置した。1878年8月に現在地にて校舎が竣工、移転した。
第一次小学校令により、1886年12月に「黒川簡易小学校」と改称。1892年には「黒川尋常小学校」と改称している。1910年3月に高等科の併置を申請、同年12月に「黒川尋常高等小学校」となり、同時期に校舎を新築した。
第二次世界大戦が勃発し、国民学校令が公布された1941年に「黒川国民学校」へ改称。戦後の学制改革により1947年には「（黒川村立）黒川小学校」と改称した。
2016年（平成28年）に境町小学校・金沢小学校とともに横手北小学校に統合され、閉校。

### 年表
以下、注釈の無い項目は『横手市史 昭和編（1981年、横手市史編さん委員会）』の情報によるもの。
- 1874年5月30日 - 「旭川学校」として創立。
- 1878年8月 - 現在地（黒川村福島59番地〈当時〉）に移転。
- 1886年12月 - 第一次小学校令により、「黒川簡易小学校」と改称[3]。
- 1892年 - 「黒川尋常小学校」と改称。
- 1910年12月 - 「黒川尋常高等小学校」と改称。校舎を新築。
- 1934年11月 - 体操場を増築。
- 1937年5月 - 校舎の一部を増築。
- 1941年4月1日 - 国民学校令により、「黒川国民学校」と改称。
- 1947年4月1日 - 学校教育法（現行法）により、「黒川村立黒川小学校」と改称。
- 1955年4月 - 市町村合併により、「横手市立黒川小学校」と改称。
- 1979年1月 - 新校舎および体育館が竣工。
- 2016年3月31日 - 閉校[5]。
- 2020年 - 校舎を解体[7]。

### 児童数の変遷
| 年                 | 児童数 |
| ------------------ | ------ |
| 1874年（明治7年）  | 50     |
| 1882年（明治15年） | 50     |
| 1892年（明治25年） | 132    |
| 1902年（明治35年） | 132    |
| 1912年（明治45年） | 329    |
| 1916年（大正5年）  | 396    |
| 1921年（大正10年） | 383    |
| 1926年（大正15年） | 391    |
| 1930年（昭和5年）  | 397    |
| 1935年（昭和10年） | 411    |
| 1940年（昭和15年） | 466    |
| 1945年（昭和20年） | 538    |
| 1947年（昭和22年） | 405    |
| 1952年（昭和27年） | 386    |
| 1957年（昭和32年） | 400    |
| 1962年（昭和37年） | 391    |
| 1967年（昭和42年） | 254    |
| 1972年（昭和47年） | 155    |
| 1977年（昭和52年） | 134    |
| 1980年（昭和55年） | 139    |
| 1983年（昭和58年） | 156    |
| 1989年（平成元年） | 175    |
| 1993年（平成5年）  | 134    |
| 1999年（平成11年） | 107    |
| 2004年（平成16年） | 76     |

## 学区
2014年時点の「横手市立小中学校通学区域に関する規則」によると、以下の通り。
- 黒川字の全域、百万刈字の全域

## 周辺
- 秋田県道71号大曲横手線
- 黒川地区交流センター（オアシス館）
- 常磐保育園

## 著名な卒業生
- 高橋勇市（陸上競技選手）